# Commiphora spathulata
Commiphora spathulata är en tvåhjärtbladig växtart som beskrevs av Mattick. Commiphora spathulata ingår i släktet Commiphora och familjen Burseraceae. Inga underarter finns listade i Catalogue of Life.